# Warren Buffett
Warren Edward Buffett (Omaha, Nebraska, 30 de agosto de 1930) es un inversor y empresario estadounidense. Es considerado uno de los inversores más grandes del mundo, además de ser el mayor accionista, presidente y director ejecutivo de Berkshire Hathaway. En 2008 ocupó el primer puesto en la lista de personas más ricas del mundo elaborada por la revista Forbes, en el 2017 ocupó la tercera posición por detrás de Bill Gates y del fundador de Amazon Jeff Bezos. Su fortuna estimada es de 133 000 millones de dólares (abril de 2024).
Conocido como el «Oráculo de Omaha», Buffett es adepto a la inversión en valor y lleva un estilo de vida austero, a pesar de su inmensa riqueza. Su sueldo anual en 2006 fue de aproximadamente US$100 000, cifra que se encuentra en la parte baja de los salarios en comparación con otros altos ejecutivos de muchas compañías.
También es un conocido filántropo. En 2006 anunció un plan para donar su fortuna; el 99 % de ella irá a parar a la Fundación Bill y Melinda Gates. En 2007 fue incluido en la lista de la revista Time de las 100 personas más influyentes del mundo. Buffett también es miembro de la Junta de Síndicos del Grinnell College y de otras empresas.
El 3 de mayo de 2025, durante la Junta General de Accionistas de Berkshire Hathaway, Buffett anunció su intención de ser sucedido como CEO de la compañía, cargo que ha ocupado por más de seis décadas. Indicó que la transición tendría lugar a finales de ese mismo año, y que su intención (pendiente de la previsible aprobación del consejo de administración) era que su sucesor fuese Greg Abel, presidente del consejo y CEO de Berkshire Hathaway Energy, además de vicepresidente de operaciones no aseguradoras.

## Biografía
Warren Buffett nació el 30 de agosto de 1930 en Omaha, Nebraska, siendo el único hijo varón de una familia de tres hermanos. Su padre fue Howard Homan Buffett, un corredor de bolsa y miembro del Congreso de los Estados Unidos. De joven repartió periódicos para ganar algo de dinero y probablemente esto despertó su interés por los medios de comunicación, donde hizo posteriormente varias inversiones acertadas, incluyendo en el Washington Post.
Warren probó en varios negocios a tiempo parcial mientras estudiaba en Wharton School de la Universidad de Pensilvania, pero su trayectoria experimentó un impulso decisivo después de graduarse de administración de empresas en la Universidad de Nebraska. También estudió una maestría en economía en Columbia Business School, en donde recibió enseñanzas de Benjamin Graham, conocido como el padre de la inversión en valor, en inglés value investing. A pesar de que Buffett fue el único que obtuvo la nota de A+ en una de las clases de Graham en la Universidad de Columbia, tanto el padre de Buffett como el propio Graham no querían que el joven fuera a Wall Street y Graham rechazó la oferta de Warren de trabajar gratis para él. Tiempo después se replantearía la decisión y finalmente lo llamaría.

## Trayectoria profesional
|      | Lista                      | %     |
| ---- | -------------------------- | ----- |
| AAPL | Apple Inc                  | 46.44 |
| BAC  | Bank of America            | 9.09  |
| AXP  | American Express Company   | 7.69  |
| KO   | Coca-Cola Company          | 7.63  |
| CVX  | Chevron Corporation        | 6.65  |
| OXY  | Occidental Petroleum       | 4.07  |
| KHZ  | Kraft Heinz Corporation    | 3.87  |
| MCO  | Moody's Corporation        | 2.32  |
| ATVI | Activision Blizzard        | 1,30  |
| HPQ  | HP                         | 1,09  |
| DVA  | DaVita HealthCare Partners | 0,90  |
| VRSN | Verisign                   | 0,83  |
| C    | Citigroup                  | 0,80  |
| KR   | Kroger                     | 0,76  |

De 1950 a 1956 Buffett aumentó su capital de US$9800 a US$140 000. En 1952 empezó a trabajar con Benjamin Graham, en una oficina donde se pasaban los días analizando informes de bolsa de valores. Ambos practicaban la táctica inversora del value investing (invertir en empresas con sólidos fundamentos y siempre a largo plazo), pero lo hacían con algunas diferencias. Mientras que Graham se basaba rigurosamente en el balance y en los ingresos de una empresa, a Warren también le interesaban mucho otros elementos más intangibles; como el equipo gestor o la marca.
Graham finalmente se retiró y Buffett inició una sociedad limitada en Omaha, usando capital de su familia y amigos. La sociedad fue un éxito y Buffett dice que desde entonces ha conseguido un promedio de beneficios anuales de un 23 por ciento, más que la media del mercado.
En 1956, con US$100 000 propios y otros US$105 000 de 7 socios diferentes, fundó Buffett Associates, Ltd. A finales de ese año, la empresa gestionaba un capital de 300 000 dólares. Hasta 1961 Buffett alcanzó una rentabilidad del 251 %, mientras que el Dow Jones, índice de referencia de la bolsa americana, sólo obtuvo un 74.3 %.
En 1962, la empresa contaba con un capital de US$7,2 millones, de los que un millón pertenecía a Buffet. Ese año decidió integrar todas las sociedades en Buffett Partnerships, Ltd. y aumentó los requisitos de entrada para nuevos inversores, a US$100 000. Ese mismo año Charles Munger regresó a su Omaha natal, desde California.  Buffett entabló con Munger una amistad y una colaboración en los negocios que dura hasta hoy.  En 1972, los activos de Buffett Partnerships, Ltd. habían crecido en un 1156 % frente al crecimiento del Dow Jones de un 123 %.
En 1965 Buffett adquirió parte de la firma textil Berkshire Hathaway, bajo la cual más adelante unificaría todos sus negocios, y pronto comenzó a invertir en compañías de seguros. Sus inicios no fueron brillantes. La compañía estaba en una industria que hacía frente a verdaderos desafíos de competencia y altos costos de producción.
En 1969 liquidó Buffett Partnerships, Ltd. y sólo se quedó con acciones Berkshire Hathaway y Diversified Retailing.  Necesitaba muchísimo capital para hacer reflotar la maltrecha Berkshire.
En 1970 Buffett da otra vuelta de tuerca al reconvertir su emporio; mientras el textil aporta unos exiguos 45 000 dólares, las divisiones de banca y seguros aportan 2,6 y 2,1 millones de dólares.
En 1971 compró See’s Candy, una empresa chocolatera gurmé por 30 millones. La mayor operación a esa fecha acometida por el grupo, hasta la compra de la ferroviaria Burlington Northern Santa Fe por 44 000 millones en 2009.
En 1976 entró en la aseguradora GEICO. Benjamin Graham murió ese mismo año.  A finales de los 70 la fama de Buffett era tal, que los rumores de interés de parte del genio en alguna empresa, disparaba su valor casi automáticamente.
En los años 1980 y 1990, Berkshire compró Nebraska Furniture Mart, Scott & Feltzer e invirtió en Coca-Cola.
Buffett entabló amistad con Charles T. Munger, abogado e inversor y Munger se incorporó a Berkshire Hathaway; como vicepresidente, alter ego y amigo.  Warren Buffett es siempre el primero en reconocer la contribución que Charlie Munger ha hecho a Berkshire Hathaway.
Charles Munger es un apasionado de la historia económica.  En 1994 Munger pronunció un discurso en Universidad de California (USC Business School), durante la ceremonia de graduación de ese año.
Con el cambio de siglo muchos dudaron de Buffett por sus bajas rentabilidades, pero se dieron de bruces con la realidad de la burbuja tecnológica de las punto com. Warren nunca invertía en productos demasiado complejos o que no entendía, lo que mantuvo sus negocios a salvo de los vaivenes bursátiles.
Más adelante, Buffett realizó una de sus mayores compras, de manera conjunta con Mars. El 28 de abril de 2008 anunció que se crearía la compañía de dulces y chicles más grande de los EE. UU., con un valor de 23 000 millones de dólares.  Esta compra le daría a Warren Buffett -a través de Berkshire- el 10 % en Wrigley, que se volvería una subsidiaria separada de la compañía Mars. A finales de ese mismo año, Berkshire fue una de las compañías más castigadas por la crisis subprime; por su exposición a la banca y aseguradoras.
El 3 de noviembre de 2009, Buffett, por medio de Berkshire Hathaway, realizó la mayor operación de su historia comprando por US$44 000 millones la compañía de ferrocarriles Burlington Northern Santa Fe (BNSF), de la que ya poseía un 22,6 %. La OPA fue por el 77 % de las acciones que todavía no poseía.  Estos 44 000 millones incluyen los 10 000 millones de deuda que tiene actualmente Burlington Northern y suponen pagar 100 dólares por cada acción, un 31 % de prima sobre el cierre del día anterior.

## Vida privada

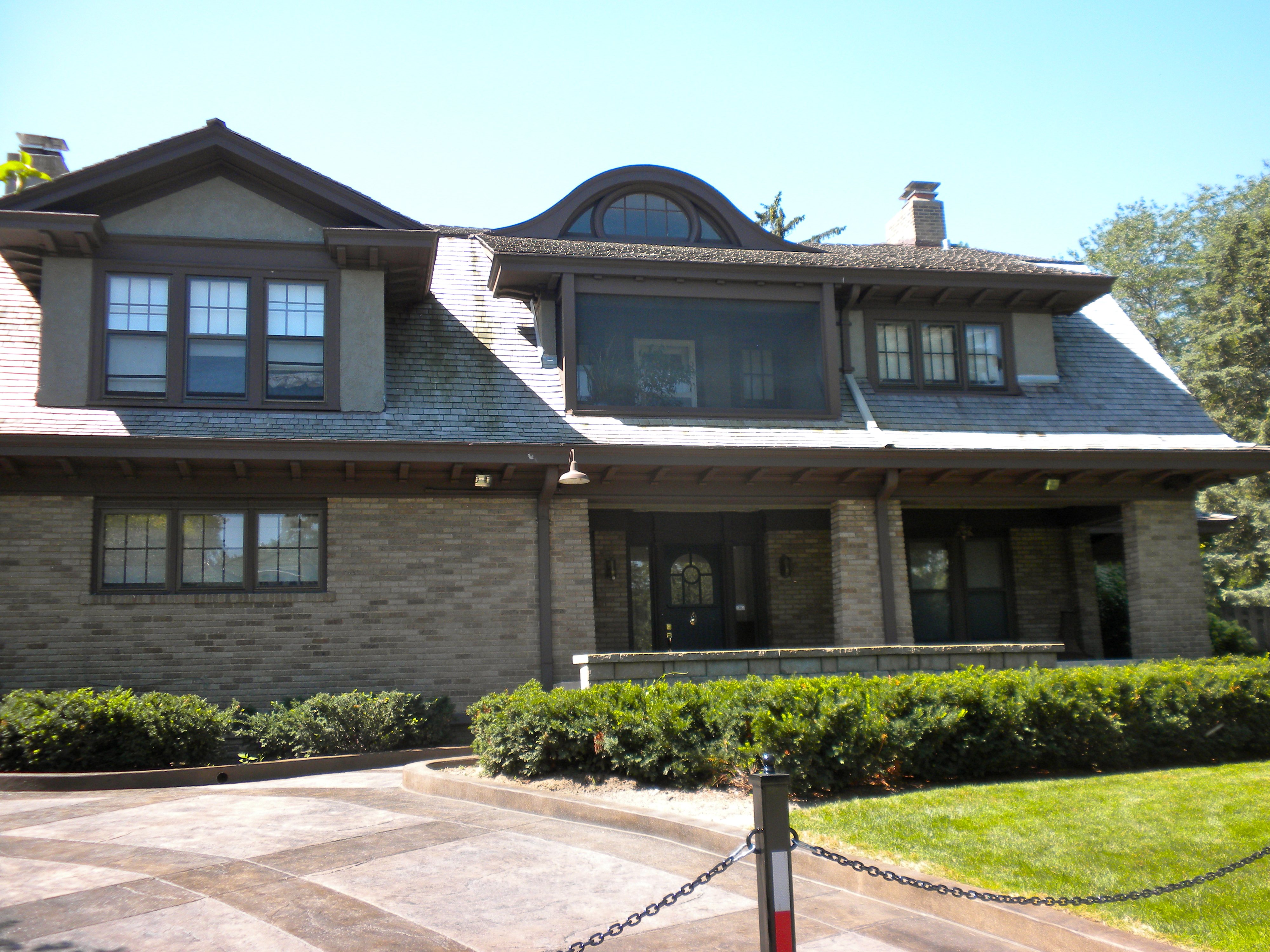
La casa de Buffett.

En la biografía titulada The Snowball: Warren Buffett and the Business of Life, se le retrata como un hombre emocionalmente frágil, con una relación con las mujeres a menudo complicada. La obra habla particularmente de la relación con su madre, quien Buffett reconoció que era capaz de hundirle psicológicamente.
En 1952 Buffett se casó con Susie Thompson. Durante un tiempo invirtió sin mucho éxito en una estación de servicio Texaco y en bienes inmobiliarios y se hizo profesor nocturno en la Universidad de Omaha. Tomó lecciones  con Dale Carnegie para vencer su tremenda timidez y poder hablar en público.
Warren sufrió mucho con el divorcio de su esposa Susie en 1977. Según la biografía, Buffett estaba enamorado de Susan y el divorcio le afectó muchísimo, al grado que estuvo viviendo como un vagabundo a la puerta de ella durante semanas. Pese a ello, ambos se profesaron un gran amor hasta la muerte de Susie en 2004, por un cáncer de garganta. Buffett pasó semanas sin separarse de ella, y cuando murió, salió de nuevo su parte más frágil y no tuvo fuerzas para ir al funeral. Susie preparó el camino de Warren tras su muerte y pidió a su amiga Astrid Menks, que cuidara siempre de su marido. Menks se convertiría en la segunda esposa de Buffett a la muerte de Susie.
El 18 de abril de 2012, Warren Buffett anunció que padecía de cáncer de próstata y que se iba a someter a un tratamiento de 22 días.
Warren es nonagenario desde el año 2020. Aunque aún gozaba de un buen estado de salud en 2022 en sus numerosas cartas a los inversores ha tratado pormenorizadamente el tema de su sucesión y no parece que vaya a ser una gran riesgo para que su legado continúe.